# Copidosoma hyalinistigma
Copidosoma hyalinistigma är en stekelart som beskrevs av De Santis 1964. Copidosoma hyalinistigma ingår i släktet Copidosoma och familjen sköldlussteklar. Inga underarter finns listade i Catalogue of Life.